# Jiwa Baru
Jiwa Baru is een bestuurslaag in het regentschap Muara Enim van de provincie Zuid-Sumatra, Indonesië. Jiwa Baru telt 2691 inwoners (volkstelling 2010).